# Ludvig Munk
Ludvig Munk (1537- 8. april 1602) til Nørlund, hørte til slægten med 3 roser i våbenet. Faderen, hed også Ludvig Munk og døde samme år, som sønnen blev født, formodentlig forinden, i alt fald før sønnens dåb, siden denne blev opkaldt efter ham. Moderen hed Kirstine Lykke.
Han tog 24 år gammel tjeneste som hofjunker, men i 1564 var han om bord på den af Herluf Trolle anførte flåde. I december samme år fik han ordre til at skulle møde med heste og harnisk ved hæren i Skåne, men da foråret kom, måtte han atter til søs, dog kun for en kortere tid, thi i august 1565 ses han at have ført svenske fanger fra Dragsholm til Nyborg, og siden var han ved hæren i Skåne og deltog under rendefanen i det berømte Svarteråslag, i hvilket han angives at være bleven fangen. Han blev dog snart frigivet, og i 1567 ledsagede han som hofjunker de danske afsendinger til mødet i Stralsund.
Han blev hofmarskal i 1568 og fik Pederstrup på Lolland i pant af kongen for ydede forstrækninger til krigsfolkets betaling; pantet blev atter indløst 1578. 1571 fik han Trondhjem med Hærjedalen og Jæmteland i forlening og fratrådte da sin stilling ved hove, og fra Trondhjem forflyttedes han 1577 til Akershus og blev altså statholder i Norge. Endvidere erholdt han Helgeland kvit og frit, men det blev 1582 ændret til et afgiftslen, som han mistede 1586. Alt forinden, 1583, var han fratrådt Akershus og statholdertjenesten. Han havde så i 1587 en kort tid Hedemarken og Østerdalen i forlening og fra 1588-89 Lister Len, hvorefter han på ny erholdt sit første len, Trondhjem med Hærjedalen og Jæmteland. Medens han var lensmand her, blev han 1593 beordret til at tage del i en sendefærd til Rusland.
Ludvig Munk havde oftere, f.eks. i 1578 og 1580, siddet retterting sammen med de i den anledning til Norge opsendte medlemmer af Rigsrådet, men ellers synes rigtignok håndhævelsen af lov og ret ikke at have ligget ham særlig på sinde, tvært imod! Alt fra hans første lensmandstid haves der klager over, at han besværede beboerne med usædvanlige pålæg, og værre blev det med årene, især da hans fogeder i retning af udsugelser trolig fulgte i deres herres fodspor. Omsider blev klagerne så stærke, at kongen 1596 fratog ham hans len, og året efter måtte Ludvig Munk give møde i Trondhjem for en til bedømmelse af hans forhold nedsat kommission. Hans eftermand i lenet, Jacob Trolle, førte anklagen imod ham. Kommissionen indankede imidlertid sagen for Kongen, der fradømte Ludvig Munk hans len og tilpligtede ham at erstatte den skade, han havde forårsaget ved sin slette lensstyrelse. Få år efter, 8. april 1602, døde han på Lundegård. Foruden denne gård ejede Ludvig Munk Nørlund, hvor han opførte den endnu bevarede, smukke hovedbygning. Sagnet bringer, dog med urette, denne bygnings opførelse i forbindelse med den 50-årige mands frieri til den l7-årige jomfru Ellen Marsvin, hvem han ægtede 29. juni 1589. Hun fødte ham datteren Kirsten og ægtede efter hans død Knud Eriksen Rud til Sandholt.